# Đo lường học

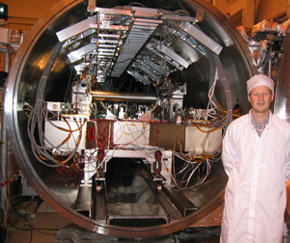

Đo lường học (tiếng Anh: metrology) là "khoa học của việc đo lường, bao gồm cả xác định thực nghiệm và lý thuyết tại bất kỳ mức độ không chắc chắn nào trong bất kỳ lĩnh vực khoa học và công nghệ".